# Wollerau
Wollerau is een gemeente en plaats in het Zwitserse kanton Schwyz, en maakt deel uit van het district Höfe.
Wollerau telt 7.078 inwoners.

## Bekende inwoners
- Roger Federer, tennisser
- Felipe Massa, Formule 1 coureur
- Martina Hingis, oud-tennisster
- Kimi Räikkönen, Formule 1 coureur

## Trivia
Het hoofdkantoor van achtbanenbouwer Intamin AG is gevestigd in Wollerau.